# Fender Jazzmaster
La Fender Jazzmaster es un modelo de guitarra eléctrica fabricada por Fender que fue presentada en el evento NAMM de 1959 y fue diseñada como una versión más cara de la Fender Stratocaster, que a su vez había sido creada como un producto de precio más alto que el de la serie Telecaster.
El cuerpo contorneado, incorporando una longitud de escala de 25 pulgadas y media, el circuito que permitía conseguir un sonido adecuado para guitarra solista o rítmica mediante un interruptor, con controles de volumen y tono independientes, y el trémolo flotante con trabador fueron las claves de la personalidad de la Jazzmaster.
La Jazzmaster tiene un sonido más meloso que la "Strat", que brindaba un sonido más de jazz, a pesar de no ser del todo aceptada por los músicos de jazz (Joe Pass, sin embargo, usó una durante su estadía en Synanon, ya que había sido la única guitarra que había podido conseguir). En cambio, los guitarristas de rock la usaban, especialmente los de surf rock. (The Ventures y The Fireballs fueron prominentes usuarios de la Jazzmaster). Luego Fender reconocería la necesidad de crear una guitarra con diseño "surf", y presentó la Fender Jaguar.
Ambos modelos quedaron fuera de moda durante los años '70. La producción de la Jazzmaster cesó en 1977, irónicamente, justo antes de que Tom Verlaine, de Television, y Elvis Costello comenzaran a crearle un cierto culto a estas guitarras. Más adelante fueron tomadas por músicos de la escena de rock Grunge e Indie. Sonic Youth (Guitarra de tres puentes) son conocidos por su devoción hacia la Jazzmaster y por sus trabajos de personalización del instrumento (Jazzblaster). Robert Smith, de The Cure, también usó dos Jazzmasters (llamadas "Black Torty" y "White Torty") durante los trabajos más recientes de The Cure. J. Mascis, de Dinosaur Jr., también es reconocido como un usuario de la Jazzmaster. El modelo también tiene un gran número de seguidores en la comunidad "shoegazer". Kevin Shields y Belinda Butcher, de My Bloody Valentine, hicieron uso liberal de la Jazzmaster, y su imagen se puede ver en la portada de su álbum Loveless.
Con la creciente popularidad de las viejas Jazzmaster, y los precios de las viejas Telecaster y Stratocaster aumentando fuera de control durante los años '80, las Jazzmaster se volvieron muy valiosas. Fender ha reinsertado esporádicamente la Jazzmaster durante los últimos 20 años.
Muchos usuarios encontraron fallas en el diseño del puente original de la Jazzmaster, que tenía sujetadores de cuerda con varias ranuras (similares a la rosca de un tornillo). La idea tras este diseño era que se pudiera espaciar las cuerdas entre sí a placer. Lo que sucedía realmente, era que las cuerdas saltaban fuera de las ranuras al ser tocadas con cierta fuerza. Como solución, muchos usuarios de la Jazzmaster reemplazaron el puente de la Jazzmaster por otro puente del estilo de la Fender Mustang, el cual sólo tiene una ranura por cada sujetador de cuerda. Otra solución más barata e igualmente eficaz es, simplemente, hundir más los sujetadores. Más problemas se hallan con el sistema de puente "vaivén", que puede pivotar adelante y atrás y, ocasionalmente ser golpeado en una dirección u otra. Esto es similar en concepto a un puente moderno de rodadores y funciona bien en concepto, pero muchos usuarios arreglan el puente envolviendo los postes con cinta aislante, sin embargo, se puede perder la afinación al usar el trémolo. Otra modificación común es la adición de un "reductor de zumbido", una barra que se monta sobre el sistema de trémolo y aumenta el ángulo de las cuerdas detrás del puente, supuestamente aumentando así el "sustain" mientras que se disminuye el zumbido de las cuerdas (otro problema común del puente original de la Jazzmaster). Algunos, sin embargo, alegan que tales implementos no son necesarios, ya que al accionar con fuerza el trémolo adelante, en algunos casos el trémolo podía tocar con el reductor de zumbido. El zumbido del puente se puede minimizar con algunos ajustes, colocando el puente más cerca del cuerpo, mientras que se ajustan los sujetadores de cuerdas hacia arriba.